# Ala de parasol

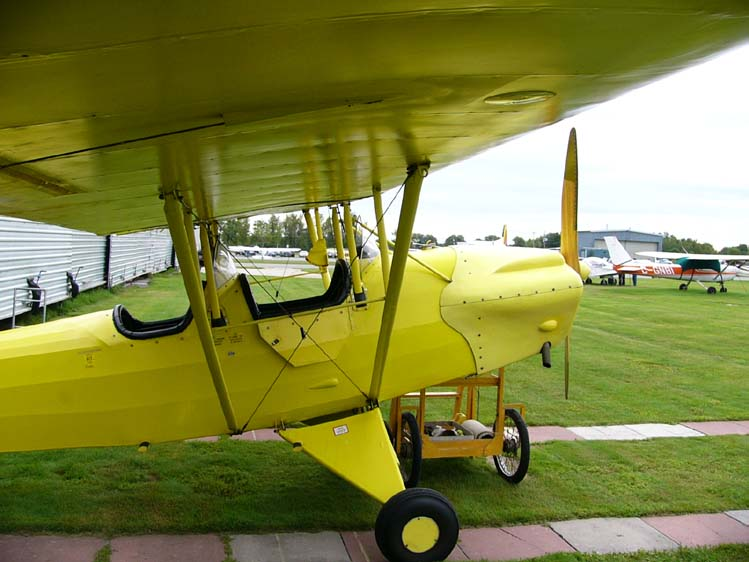
Un diseño amateur de un Pietenpol Air Camper con un ala de parasol.

Un monoplano con ala de parasol es un diseño de aeronaves en las que el ala no está montada directamente en el fuselaje, sino sobre este. El fuselaje se encuentra debajo del ala, conectado por medio de puntales y apoyos. El diseño de alas de parasol recuerda al diseño de los biplanos a los que les hacen falta las alas inferiores. Esta configuración tiene la ventaja de proveer excelente visibilidad desde la cabina del piloto, pero la desventaja de tener fuerza de arrastre adicional debido a la estructura de apoyo. Fue un diseño típico de la década de 1930, actualmente no es una configuración común, aunque a veces es encontrada en diseños de aeronaves construidas de forma casera. Los aviones más comunes que usan estos tipos de alas son los anfibios, ya que por la altura del perfil alar, los motores van más altos del agua, para evitar contacto.
- Datos: Q2827943